# Gillersdorf (Gemeinde Bad Loipersdorf)
Gillersdorf ist eine Ortschaft und eine Katastralgemeinde der Gemeinde Bad Loipersdorf im Bezirk Hartberg-Fürstenfeld in Steiermark.

## Geografie
Das Dorf liegt knapp nördlich der Rittschein im südöstlichen „Zipfel“ des Bezirks und ist an drei Seiten von benachbarten Burgenland umgeben. Zur Ortschaft zählt auch die Ortslage Mühlwinkel. 

## Siedlungsentwicklung
Zum Jahreswechsel 1979/1980 befanden sich in der Katastralgemeinde Gillersdorf insgesamt 50 Bauflächen mit 27.421 m² und 51 Gärten auf 46.969 m², 1989/1990 gab es 43 Bauflächen. 1999/2000 war die Zahl der Bauflächen auf 71 angewachsen und 2009/2010 bestanden 49 Gebäude auf 131 Bauflächen.

## Geschichte
Laut Adressbuch von Österreich waren im Jahr 1938 in Gillersdorf ein Binder, ein Gastwirt mit Gemischtwarenhandel, eine Hebamme, zwei Milchhändler, zwei Schneiderinnen, ein Schuster und ein Landwirt mit Ab-Hof-Verkauf ansässig.

## Bauwerke
- Der Bildstock in der Ortsmitte steht unter Denkmalschutz (Listeneintrag).
- Beim Golfplatz befindet sich eine „Hotelruine“, über deren Betreibergesellschaft ein Konkursverfahren eröffnet wurde.[3]

## Bodennutzung
Die Katastralgemeinde ist landwirtschaftlich geprägt. 219 Hektar wurden zum Jahreswechsel 1979/1980 landwirtschaftlich genutzt und 45 Hektar waren forstwirtschaftlich geführte Waldflächen. 1999/2000 wurde auf 217 Hektar Landwirtschaft betrieben und 41 Hektar waren als forstwirtschaftlich genutzte Flächen ausgewiesen. Ende 2018 waren 170 Hektar als landwirtschaftliche Flächen genutzt und Forstwirtschaft wurde auf 42 Hektar betrieben. Die durchschnittliche Bodenklimazahl von Gillersdorf beträgt 53,5 (Stand 2010).